# Saint-Barthélemy-de-Bellegarde
 Saint-Barthélemy-de-Bellegarde  es una población y comuna francesa, situada en la región de Aquitania, departamento de Dordoña, en el distrito de Périgueux y cantón de Montpon-Ménestérol.

## Demografía
| 484 | 372 | 401 | 451 | 408 | 464 |
| Para los censos de 1962 a 1999 la población legal corresponde a la población sin duplicidades (Fuente: INSEE [Consultar]) |     |     |     |     |     |